# 水富市
水富市（すいふ-し）は中華人民共和国雲南省昭通市に位置する県級市。

## 歴史
1974年7月1日に昭通地区水富区が設置、1981年10月1日に水富県に改編され、2018年7月2日県級市に昇格し水富市と改編され現在に至る。

## 行政区画
下部に1街道、3鎮を管轄する。
- 街道
  - 雲富街道
- 鎮
  - 向家壩鎮、太平鎮、両碗鎮

## 交通

### 鉄道
- 中国鉄路総公司
  - 内昆線

（内江方面）- 水富駅 -（県外通過）- 小児坪駅 - 銅鼓渓駅 -（六盤水方面）

### 道路
- 高速道路
  - 渝昆高速道路